# 1999年の出版
1999年の出版（1999ねんのしゅっぱん）では1999年の出版に関する出来事についてまとめる。

## 出版関係の出来事
出版社の設立、倒産。雑誌の創刊・休刊・ミリオンセラーの出版などの記載特記した場合を除き、創刊・休刊・廃刊・復刊の日付はそれぞれの創刊号・最終号・復刊号の発売日である。

### 1月
- 1月16日 - 三田出版会の版権を出版文化社に譲渡して出版事業から撤退した。

### 3月
- 学習研究社の学習雑誌『中学コースシリーズ』を休刊。

### 7月
- 7月1日-幻洋社のタウン誌『はこだでぃ』を休刊。
- 2日-ホビージャパンのゲーム雑誌『RPGマガジン』を休刊。

### 9月
- コアマガジンの少女ヌード専門誌『アリス・クラブ』を休刊。[1]

### 12月
- 24日-出版卸問屋の柳原書店が廃業。